# La donna del delitto
La donna del delitto è un film thriller del 2000 diretto da Corrado Colombo.

## Trama
Martine Chabrol viene trovata morta sulla riva del lago: apparentemente uccisa. Un anno dopo la sua villetta viene affittata alla figlia Francesca Laurenzi, divorziata e con un passato di alcolista, giunta in paese per scoprire la verità senza però rivelare il suo legame con la vittima. La giovane si innamora di Andrea Giuliani, gigolò del luogo perennemente oppresso da debiti di gioco che paga grazie alla generosità di alcune avvenenti donne, tra cui l'aristocratica Maria Pia Magi, desiderose di godere dei suoi favori.
Intanto si assiste a una serie di omicidi; il giardiniere della villetta, dopo aver dichiarato di sapere qualcosa sulla morte di Martine, e Sara, una ragazza sulla sedia a rotelle che, sempre incollata al suo binocolo, ha visto tutto. Francesca subisce frequenti minacce telefoniche e arriva infine a sospettare di Andrea, quando questi, deciso a cambiare vita e sposarla, le regala un gioiello appartenuto alla vittima. Confida le sue paure all'ispettore Freda, che si rivela però il vero assassino. Andrea e Francesca chiariscono ogni equivoco, e l'uomo, ricco erede dello zio, è ormai uscito dalla spirale dei debiti. I due potranno così sposarsi.